# はえ座ベータ星
はえ座β星（英語: Beta Muscae）は、はえ座にある3等星の恒星である。
見かけの明るさは3.07等級で、はえ座の中では2番目に明るい。

## 特徴
年周視差の値に基づくと、地球からは330～350光年離れているとされている。
はえ座β星は、軌道離心率0.6の楕円軌道を約194年で公転しあう2つの恒星から成る連星系である。2007年時点で、2つの恒星の位置角は35.6度で、角距離は1.206秒離れていた。2つの恒星は、共にB型主系列星で、主星はえ座β星Aは、単体での視等級が3.51等、スペクトル分類はB2V型で、質量は太陽の7.35倍とされている。一方で、伴星はえ座β星Bは、単体での視等級は4.01等、スペクトル分類はB3V型で、質量は太陽の6.4倍とされている。
はえ座β星は、「さそり―ケンタウルス座運動星団」を構成している恒星の一つである事が知られており、この運動星団を成す他の恒星と、似通った特徴を持つ事から、これらの恒星が同じ分子雲内で形成された事を示している。はえ座β星は、通常の銀河系の回転に対して、43.9km/sと高速で移動している高速度星とされている。高速度星は、他の連星系に接近したりする事でも生じると考えられている。高速度星全体の中で、はえ座β星のような連星系は少数派である。